# Zhangjia Hu
Zhangjia Hu är en sjö i Kina. Den ligger i provinsen Hunan, i den södra delen av landet, omkring 120 kilometer nordväst om provinshuvudstaden Changsha. Zhangjia Hu ligger 26 meter över havet. Arean är 0,81 kvadratkilometer. Trakten runt Zhangjia Hu består till största delen av jordbruksmark. Den sträcker sig 1,9 kilometer i nord-sydlig riktning, och 1,1 kilometer i öst-västlig riktning.
Genomsnittlig årsnederbörd är 1 680 millimeter. Den regnigaste månaden är maj, med i genomsnitt 312 mm nederbörd, och den torraste är december, med 46 mm nederbörd.